# 庫皮奇夫
50°59′23″N 24°43′9″E / 50.98972°N 24.71917°E
庫皮奇夫（烏克蘭語：Купичів），是烏克蘭的村落，位於該國西部沃倫州，由科韋利區負責管轄，始建於1577年，面積2.57平方公里，海拔高度200米，2001年人口854，人口密度每平方公里332.94人。